# Barbería
Una barbería es una peluquería especializada en el cuidado del cabello de los hombres. En ellas, los varones acuden a cortarse el pelo, arreglarse la barba o las cejas, realizarse cualquier tipo de tratamientos faciales o, simplemente, cambiar de peinado.
La importancia de las barberías en nuestros días se vincula con el hecho de que los hombres buscan cuidar su imagen lo máximo posible.Tanto es así que, según un estudio de Kantar, los españoles ostentan la segunda posición con respecto al cuidado personal; solo superados por los alemanes y compartiendo ese segundo lugar con los italianos.

## Origen
El origen de las barberías nos remonta hasta el siglo XII. Durante la Edad Media, la labor de estos establecimientos trascendía mucho más allá de los cuidados estéticos. Era habitual realizar sangrías a las personas enfermas. Esta práctica consistía en hacer un corte en una vena para drenar la sangre y, de este modo, tratar distintas enfermedades; y solían llevarla a cabo los monjes. Aunque no fuera su principal cometido, los barberos solían asistirles, puesto que se trataba de personas hábiles que manejaban habitualmente instrumentos afilados.  
La prohibición del Papa Alejandro III en 1163 de que el estamento eclesiástico continuara haciendo sangrías y la negativa de los médicos a realizar estos procedimientos, puesto que los consideraban demasiado simples para ellos; provocaron que las barberías incluyeran estas prácticas a sus servicios ofrecidos. Asimismo, la colocación de huesos, la extracción de dientes o la cura de heridas eran otros de los cometidos que comenzaron a llevar a cabo estos establecimientos.
Paralelamente a lo expuesto anteriormente que hace referencia a la concepción y el origen de las barberías en una perspectiva eurocentrista, hallamos que, en la literatura negra se habla de las barberías como “estación de paso del hombre negro, punto de contacto y hogar universal”.En un contexto de discriminación racial, para los afroamericanos las barberías comenzaron siendo un lugar de encuentro seguro donde poder expresarse con libertad. Estos establecimientos adquirían gran carga simbólica, allí se criticaba la cultura dominante, se fomentaba la resistencia y trataban de fortalecerse las instituciones afroamericanas.La clave de estos establecimientos era proporcionar un entorno en el que los clientes se sintieran iguales entre sí. Allí coincidían con gente con gustos y aficiones similares, se producía un enriquecimiento cultural y se empatizaba con el prójimo al compartir una misma lucha social. Sin embargo, también se han realizado estudios que aseguran que la asentación de estos locales provoca un entorno de socialización de roles sexuales en los que se acaba promoviendo cierta desigualdad de género.

## 'Barber Pole'
El símbolo más identificativo de las barberías es el ‘Barber Pole’ o poste tricolor que aparece en el exterior de todos estos locales. Para comprender su significado debemos remontarnos al surgimiento de las barberías. Los colores originarios del poste eran solamente el rojo y el blanco. 

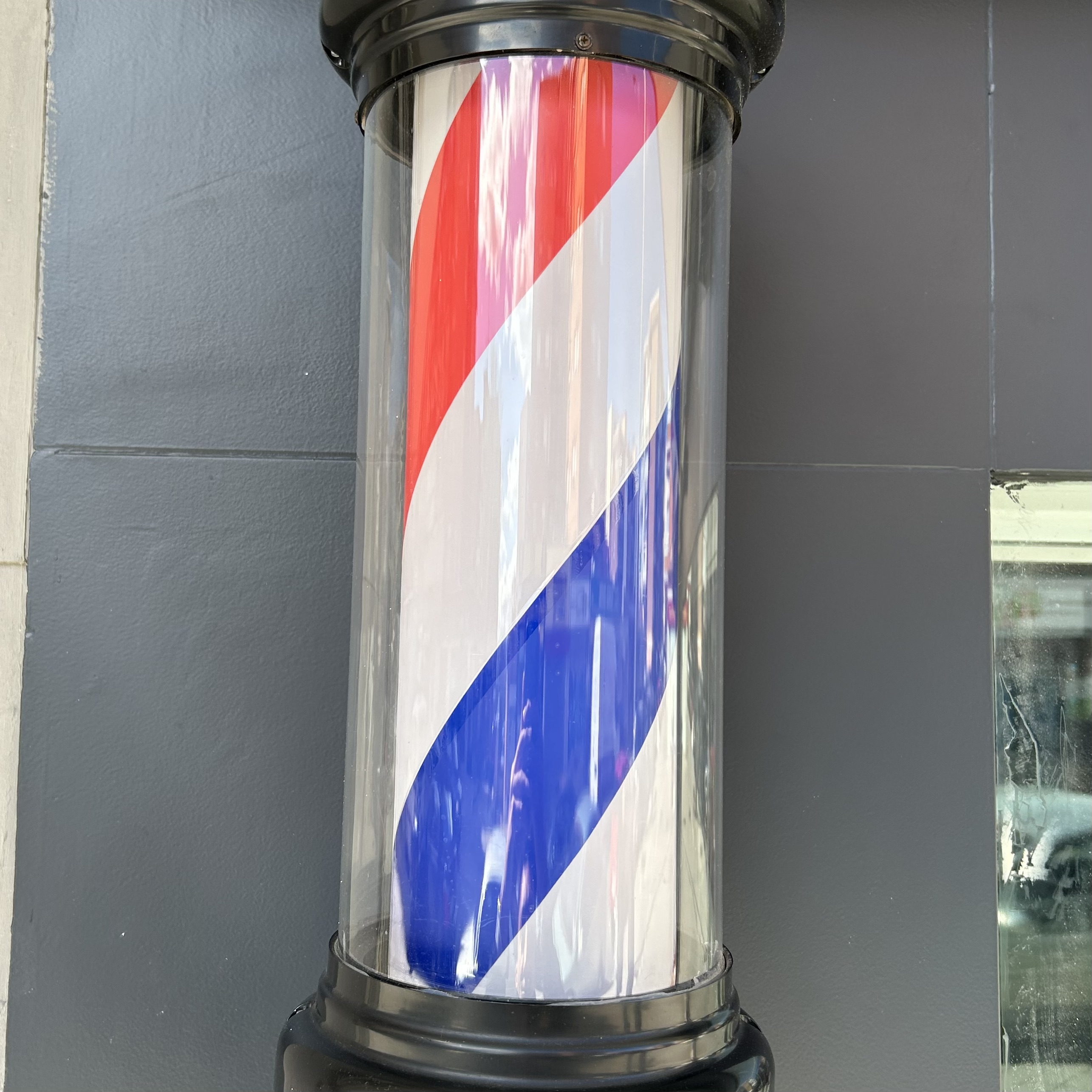
'Barber Pole' o poste tricolor característico de las barberías y con gran valor simbólico

Los barberos, durante la Edad Media, situaban en el exterior de sus establecimientos las vendas que habían empleado para las curas y las colgaban de un palo. Empleaban un palo rojo para las vendas manchadas de sangre; y uno blanco para las que estaban lavadas, dejándolas secar al sol. Parece que, en multitud de ocasiones, el aire acababa entremezclando las vendas de sendos palos, ofreciendo un aspecto helicoidal similar al de los postes que hallamos en nuestros días. Este símbolo tan característico en las barberías primitivas adquiría gran importancia teniendo en cuenta que la gran mayoría de la población, por aquel entonces, era analfabeta. 
Determinamos, pues, que el color blanco se identifica con las vendas y el rojo con la sangre. El azul, en cambio, presenta varias teorías con respecto a su significado. Algunos se limitan a vincularlo con un propósito patriótico por parte de Estados Unidoso Francia. Sin embargo, los dos razonamientos más consensuados entre las fuentes consultadas son los siguientes: el azul podría vincularse con las venas cortadas durante las sangrías; o hacer referencia separación entre las profesiones de los cirujanos y los barberos, acontecida entre 1745 y 1800 tras una escisión en el Venerable Gremio de Barberos, por la cual el rojo y el blanco quedaba reservado a los cirujanos, encargados de cuestiones puramente médicas, y el azul simbolizaba a los barberos, cuyos cometidos comenzaban a ser los que les asociamos en nuestros días. 
Finalmente, con respecto a la creación de estos postes, como podemos observar en un documental de ‘Discovery Max’, consiste en un diseño realizado con papel y vinilo, tratado con rayos uva para impedir su decoloración, que se enrolla en un mandril de madera. El diseño acaba introduciéndose en un cilindro cristal, fabricado con vidrio estirado o soplado a mano; donde gira y brilla gracias a un mecanismo de motorización e iluminación que se introduce dentro del cristal.